# Cornelis Claesz (drukker)
Cornelis Claesz of Cornelis Claeszoon (Leuven (?) ca 1546 – Amsterdam (?) 1609) was een drukker, uitgever en boekhandelaar in Amsterdam, gespecialiseerd in kaarten en reisbeschrijvingen.

## Vroege carrière
In Emden volgde Cornelis Claesz. een opleiding tot boekbinder. Hij was in 1578 actief als boekverkoper in Enkhuizen, maar na de Alteratie van Amsterdam in dat zelfde jaar vestigde hij zich als boekverkoper aan het Damrak, ‘Int Schrijfboeck op ’t water bij de oude Brugghe’.
Al snel richtte Cornelis Claesz. zich ook op het zelf drukken en uitgeven van boeken. Aanvankelijk waren dat religieuze teksten en handige boeken voor de koopman (over rekenen en boekhouden, en de waarde van allerlei munten), nieuwsbrieven en almanakken. Hij werkte daarbij regelmatig samen met andere uitgevers, zoals Paets in Leiden, met wie hij de Nederlandse vertaling van de werken van Calvijn uitgaf, en Isaac Jansz. Canin in Dordrecht voor een uitgave van de Bijbel. In 1607 verdedigde Cornelis Claesz. zich tegen de aanval van Caspar Coolhaes op ‘onchristelijke en leugenachtige almanakken’ met de nuchtere constatering 'Het is ons te doen propter sanctum denarium, om den ronden Godt'. Het ging hem simpelweg om het geld.

## Zeekaarten en reisbeschrijvingen

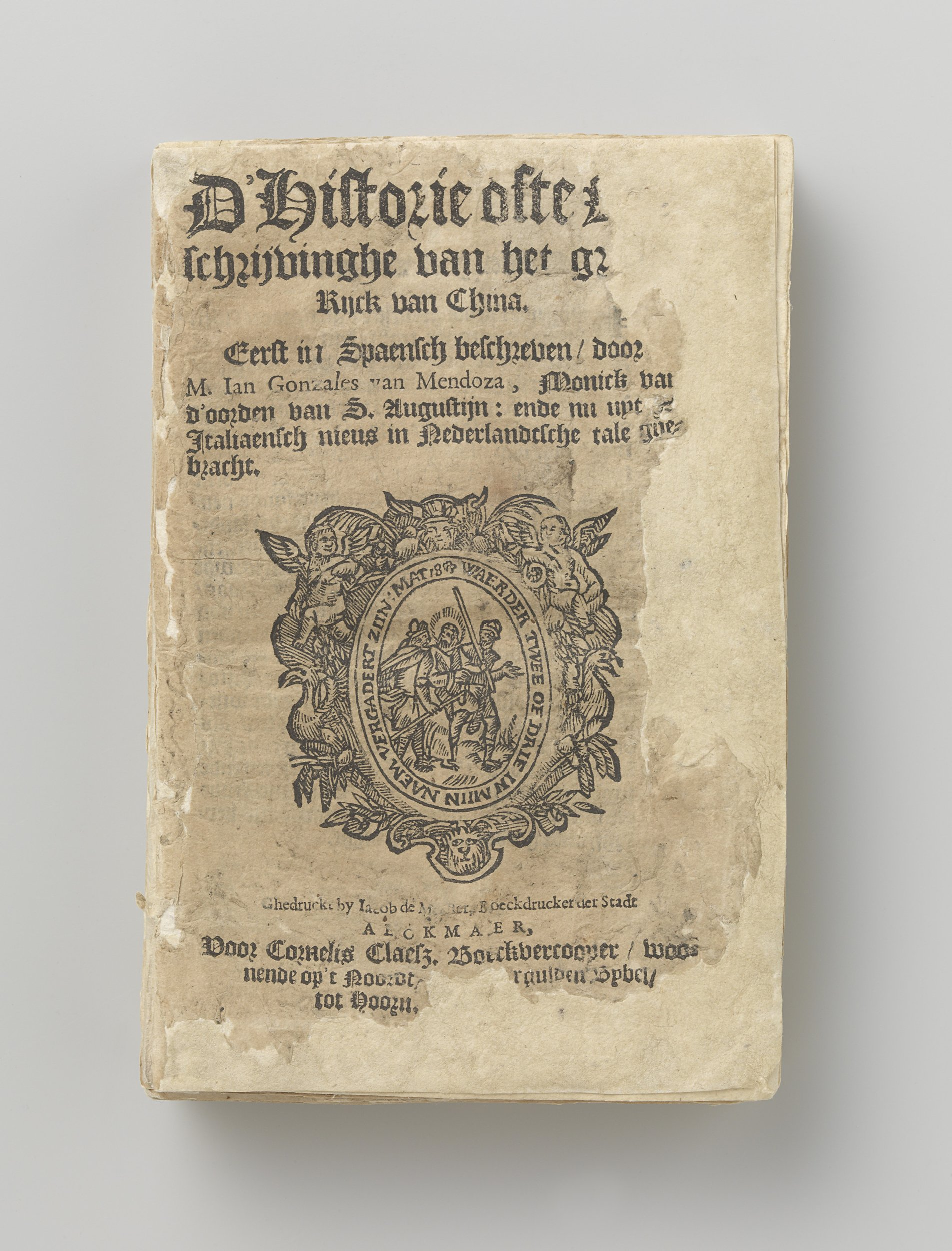
Titelpagina van D' Historie ofte Beschrijvinghe van het groote Rijck China (1595)

Gaandeweg kregen publicaties over de zeevaart en van zeekaarten een steeds groter aandeel in het fonds van Claesz. Claesz publiceerde oude en nieuwe zeekaarten en reisbeschrijvingen. Ervaren stuurlui schreven en tekenden hun informatie op en in eerste instantie gaven ze die ook zelf uit. Maar al snel zijn het toch beroepsdrukkers die de uitgave van zeekaarten op zich nemen. Zo gaf de Enkhuizense stuurman Lucas Jansz Waghenaer in 1583 zijn Spieghel der zeevaart nog in eigen beheer uit, (in samenwerking met drukker Plantijn in Leiden), in 1592 verscheen van zijn hand de Thresoor der Zeevaart bij Claesz, net als in 1594 het Enckhuizer Zeecaertboeck. Omdat zeelieden toch graag vasthielden aan hun bekende namen, bracht Claesz ook regelmatig herdrukken van oudere werken uit.
Een nieuwe ontwikkeling was de samenwerking die Claesz aanging met wetenschappelijke kaartenmakers als Petrus Plancius, Jodocus Hondius en Petrus Kaerius voor de eerste wereldatlas uitgegeven in de Noordelijke Nederlanden, het Caert-thresoor uit 1598. Vanaf 1592 gaven Claesz en Plancius goede en actuele kaarten uit van zeeën en landen van de hele wereld op basis van de kaarten van de Portugese cartograaf Bartholomeo de Lasso.
In 1595 en 1596 gaf Claesz de geschriften uit van Jan Huyghen van Linschoten. Van Linschoten onthulde in zijn Reys-gheschrift van de navigatien der Portugaloysers in Orienten en de Itinerario, Voyage ofte schipvaert van Jan Huygen van Linschoten naer Oost ofte Portugaels Indien routes naar het Verre Oosten die de Portugezen tot dan toe angstvallig geheim hadden gehouden. Voor de handel waren deze teksten van groot belang.

## Na Claesz' overlijden
Na het overlijden van Claesz publiceerde zijn weduwe Trijn Gerbrandsdochter nog enige werken, daarna werd zijn bedrijf opgesplitst: de winkel ging naar Hendrik Laurensz, de kaarten naar Hondius en Johannes Janssonius, de reisuitgaven en zeeatlassen kwamen terecht bij Leonard Meyn en Michiel Colijn. De drukkerij aan het Damrak werd overgenomen door Dirck Pietersz. Pers. 
Maar in werkelijkheid werd de positie van Claesz overgenomen door een nieuweling: Willem Jansz Blaeu, die bij de veiling van de inventaris een deel van de kaartenvoorraad en van de koperplaten opkocht en die met zijn nageslacht gedurende de 17e eeuw de kaartenmakerij zou domineren.

## Select overzicht van boeken gedrukt door Cornelis Claesz
- 1582 - Pierre Viret, Van den waren wterlijcken dienst des goddelijcken woorts[dode link]
- 1583 - Nicolaus Petri, Practicque, om te leeren rekenen, cijpheren ende boeckhouwen[dode link]
- 1586 - Beeldenaer ofte figuerboeck dienende op die nieuwe ordonantie vander munt[dode link]
- 1588 - Charles Estiennes, Jean Liebault, De veltbouw ofte lantwinninghe[dode link]
- 1593 - Der bussen meesterye[dode link]
- 1595 - Jan Huyghen van Linschoten, 'Reys-gheschrift van de navigatien der Portugaloysers in Orienten[dode link]'
- 1595 - Jan Gonzales van Mendoza, De historie ofte beschrijuinghe van het groote rijck van China[dode link]
- 1596 - Jan Huyghen van Linschoten, Itinerario, Voyage ofte schipvaert van Jan Huygen van Linschoten naer Oost ofte portugaels Indien[dode link]
- 1596 - Lucas Janszoon Waghenaer, Thresoor der zeevaert, inhoudende de geheele navigatie ende schip-vaert van de Oostersche, Westersche ende Middellantsche Zee
- 1598 - Gerrit de Veer, VVaerachtighe beschryvinghe van drie seylagien [...] drie jaeren achter malcanderen deur de Hollandtsche ende Zeelandtsche schepen[dode link]
- 1598 - Petrus Apianus, Cosmographie, ofte Beschrijvinge der gheheelder werelt[dode link]
- 1607 - Dirck Volkertszoon Coornhert, Vijftich lustighe historien oft nieuwicheden / Joannis Boccatij[dode link]